# Porta Clausa

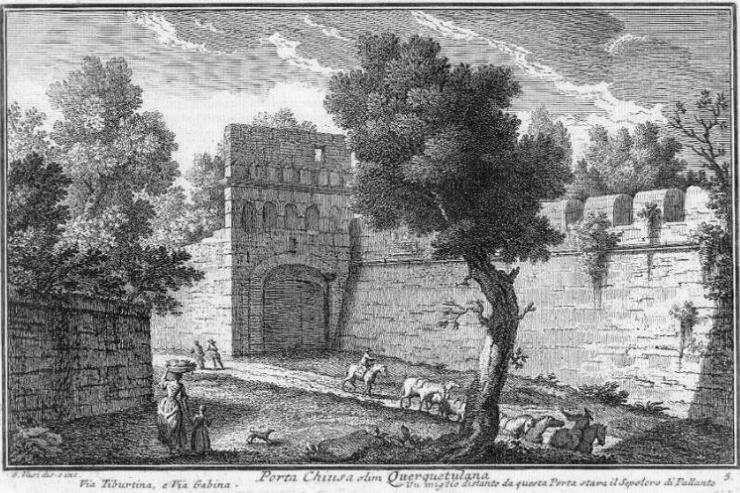
Porta Clausa incisione di Giuseppe Vasi, 1750

La Porta Clausa o Porta Chiusa è una delle porte che si aprivano nelle mura aureliane di Roma. Le notizie che la riguardano sono scarsissime, anche perché venne murata in epoca imprecisata ma comunque molto presto (da qui il nome) e così appare tutt'oggi, praticamente nascosta, all'altezza del civico 4-6 di via Monzambano.
È ignoto come venisse chiamata originariamente.
Era la porta meridionale del Castro Pretorio, la grande caserma dei  pretoriani che l'imperatore Tiberio costruì tra il 20 e il 23 per riunire in un'unica sede le 9 coorti istituite da Augusto come guardia imperiale. Da qui usciva probabilmente una strada secondaria che collegava sia alla Nomentana che alla Tiburtina. Quando Aureliano, verso il 270-273, incluse l'accampamento nel perimetro difensivo, il muro esterno fu rialzato, fu munito di una nuova e più fitta merlatura e vennero chiuse le porte settentrionale (le cui tracce sono ancora visibili) ed orientale. L'altra porta, quella occidentale, si apriva verso la città.
All'inizio del V secolo venne restaurata da Onorio e le caratteristiche architettoniche che appaiono oggi risalgono appunto a quell'intervento.
La facciata, con un unico fornice, era ricoperta in travertino; l'arco misura esternamente 8,60 m di larghezza, con 4,13 m di luce interna, con chiusura a saracinesca. Era sormontata da una camera di manovra, della quale sono ancora visibili cinque finestre ad arcata; l'intera struttura era merlata "a taglio di diamante". Una sesta finestra è per metà ostruita da un rifacimento del muro di cinta voluto da papa Urbano VIII.
Già dalla prima metà dell'VIII secolo non compare più tra gli itinerari e le descrizioni di Roma, ed era o parzialmente interrata a causa del sopraelevamento del terreno adiacente, o inglobata in qualche proprietà privata.